# Міністерство любові
Міністерство Любові (ново. Мінікох (англ. Miniluv від The Ministry of Love)) — вигаданий державний орган вперше показаний у романі-антіутопії Джорджа Орвелла «1984». Міністерство Любові виконує функції міністерства внутрішніх справ Океанії. Він змушує вірність Старшому Брату через страх, підкріплений масивним апаратом безпеки та репресій, а також систематичним промиванням мізків.

## Діяльність
Міністерство Любові, як і інші міністерства, неправильно названо, оскільки воно несе відповідальність за практику та заподіяння страждань, страху, страждань і тортур. Однак у певному сенсі ця назва влучна, оскільки її кінцева мета — прищепити любов до Старшого Брата — єдиної форми любові, дозволеної в Океанії — у свідомості думкозлочинців, що є частиною процесу повернення їх до ортодоксального мислення. Це типово для новомови, в якій слова та назви часто містять як ідею, так і її протилежність; ортодоксальний член партії, проте, здатний вирішити ці суперечності шляхом дисциплінованого використання двоєдумства.

## Будівля Міністерства Любові
Будівля Міністерства Любові не має вікон і оточена колючим дротом, сталевими дверима, прихованими кулеметними гніздами та охороною, озброєною «шарніраними кийками». Його називають «місцем, де немає темряви», його внутрішнє світло ніколи не вимикається. Це, мабуть, найпотужніше міністерство, яке контролює волевиявлення населення. Поліція думок є частиною Міністерства Любові.

## Кімната 101 (Room 101)
Кімната 101, представлена в кульмінаційному моменті роману, є підвальною камерою тортур у Міністерстві Любові, у якій Партія намагається піддати в'язня власному найгіршому кошмару, страху чи фобії, з метою зломити їхній опір.
Уявне всезнання держави в суспільстві «1984» таке, що партія знає навіть кошмари громадянина. Кошмаром і, отже, загрозою покарання головного героя Вінстона Сміта є напад щурів. Це проявляється в кімнаті 101, коли Сміт зустрічається з дротяною кліткою, в якій містяться два великих щури. Передня частина клітки має таку форму, що вона може поміститися на обличчя людини. Потім відкривається люк, що дозволяє щурам з'їсти обличчя жертви. Ця клітка встановлена на обличчі Сміта, але він рятується, благаючи владу дозволити його коханій, Джулії, зазнати цих тортур замість нього. Погрози тортур і те, чим Вінстон готовий пожертвувати, щоб уникнути них, порушує його останню обіцянку собі та Джулії: ніколи не зраджувати її. (Хоч він і зізнався в їхніх діях, він усе ще любив її до цього моменту.) Книга припускає, що Джулія також піддається своєму найстрашнішому страху (хоча не розкривається, що це за страх), і коли вони з Вінстоном пізніше зустрічаються в парку, він помічає шрам на її лобі. Намір погрожувати Вінстону щурами полягав у тому, щоб зламати його дух, змусивши його зрадити єдину людину, яку він кохав, таким чином змусивши його поступитися.
Орвелл назвав Кімнату 101 на честь конференц-залу в штаб-квартирі (Broadcasting House) BBC, де він проводив нудні зустрічі.